# 克萊門特 (密蘇里州)
克萊門特（英語：Clement）是位於美國密蘇里州聖熱訥維耶沃縣的非建制地區。

## 歷史
克萊門特的郵局於1909年設立，其後於1911年停運。

## 地理
克萊門特所處的海拔為高於海平面117米（即384英呎），而該地所採用的時區為UTC-6，即北美中部時區（CST）。同時該地設有夏令時間，為UTC-6調快一小時，即UTC-5（CDT）。